# Нижнее Посадское
Нижнее Посадское (фин. Saarijärvi) — пресноводное озеро на территории Раздольевского сельского поселения Приозерского района Ленинградской области.

## Физико-географическая характеристика
Площадь озера — 0,5 км². Располагается на высоте 53,0 метров над уровнем моря.
Форма озера продолговатая: оно более чем на один километр вытянуто с запада на восток. Берега каменисто-песчаные, местами заболоченные.
С севера в озеро впадает ручей, несущий воды озёр Тучково и Жемчужина. С запада в озеро впадает ручей Вертунок, несущий воды озёр Морозовского и Журавлёвского. С востока вытекает ручей Горюнец, впадающий с левого берега в реку Волчью, впадающую, в свою очередь, в озеро Вуокса.
Острова на озере отсутствуют.
С нескольких сторон к озеру подходят лесные дороги.
Населённые пункты вблизи водоёма отсутствуют.
Название озера переводится с финского языка как «озеро с островами».
Код объекта в государственном водном реестре — 01040300211102000012240.